# Eric Roche
Eric Roche (* 4. Dezember 1967 in New York City; † 6. September 2005) war ein irischer Fingerstyle-Gitarrist.

## Biografie
Eric Roche wurde in New York City geboren, aber seine Familie zog bald nach seiner Geburt nach Tralee, County Kerry, Irland. Er war ein gelernter Buchhalter, arbeitete jedoch als solcher nur für kurze Zeit, bevor er sich 1992 für klassische Gitarre am London Musician’s Institute einschrieb. Nach seinem Abschluss wurde er 1996 dort Leiter der Abteilung für Gitarre und veröffentlichte drei Jahre später seine erste CD The Perc U Lator. 2000 nahm er den Posten als Leiter der Fakultät für Gitarre an der Academy of Contemporary Music in Guildford an. 2001 kam seine zweite CD Spin heraus. 2004 veröffentlichte Roche sein drittes Album With These Hands sowie sein Lehrbuch The Acoustic Guitar Bible, eine umfassende Anleitung zum Spiel der akustischen Gitarre mit einem Vorwort von Tommy Emmanuel. Roche war ein regelmäßiger Kolumnist für die Zeitschriften Guitar Techniques und Acoustic Guitar und veranstaltete internationale Workshops.
Roche vereinte eine Vielzahl von Stilrichtungen auf der Sologitarre, so etwa klassische Musik, keltische Musik, Folk, Jazz, Blues, Rock und Pop. Er war ein begabter Komponist und virtuoser Gitarrist und bekannt als innovativer Arrangeur von Titeln anderer Musiker, so etwa von Eddie Van Halen, Stevie Wonder, Seal, Miles Davis, Fine Young Cannibals, den Beatles, Dave Brubeck und Nirvana.
Charakteristisch für seine Spielweise war sein perkussiver Stil, indem er den Gitarrenkorpus wie eine Trommel benutzte, um verschiedene rhythmische Akzente und Töne hervorzubringen. Außerdem erzeugte mit Hilfe einer auf den Korpus geklebten Schutzfolie Geräusche, die der von DJs verwendeten scratching-Technik sehr ähneln. Roche verwendete neben der Gitarren-Standardstimmung verschiedene Open Tunings, vor allem DADGAD.
Eric Roche starb im Alter von 37 Jahren nach längerer Krankheit an Speicheldrüsenkrebs. Er hinterließ seine Frau Candy und seine beiden Kinder Stefan and Francesca.
Eric Roches Tod rief bei vielen seiner Musikerkollegen Bestürzung hervor. For Eric, eine Tribut – CD, wurde 2005 kurz nach seinem Tod veröffentlicht, sie enthält 20 Stücke, 18 von anderen Gitarristen und zwei von Roche selbst. Guthrie Govan widmete ihm 2006 auf seinem Soloalbum Erotic Cakes den Titel „Eric“. 2006 wurde die Gitarrenfakultät der Academy of Contemporary Music in Guildford umbenannt in „ACM Eric Roche Guitar School“. Im selben Jahr erschien Roches Tablature Collection #1, publiziert von Roche und seinem Freund Thomas Leeb, der auf jegliche Vergütung zu Gunsten von Roches Frau und Kindern verzichtete.

## Diskografie
- The Perc U Lator – 1999 (Inner Ear Music)
- Acoustic Avalon – 1999 (Inner Ear Music)
- Spin – 2001 (Inner Ear Music)
- Eric Roche in concert at The Electric Theatre (DVD) – 2003 (Inner Ear Music)
- With These Hands – 2004 (P3 Music)
- Live + Inspirational (postum) – 2006 (P3 Music)

## Bücher, Noten
- Ballads for Classical Guitar – 1998 (Wise Publications), ISBN 0-7119-7175-7
- The Acoustic Guitar Bible – 2004 (SMT/Bobcat Books Ltd.), 243 S., ISBN 1-84492-063-1
- Eric Roche Tablature Collection #1 – 2006 (Shehans Music)